# Yponomeuta roscidella
Yponomeuta roscidella is een vlinder uit de familie van de stippelmotten (Yponomeutidae). De wetenschappelijke naam van de soort werd in 1793 gepubliceerd door Jacob Hübner.